# Jenny Alcorn
Jenny Alcorn (11 de febrero de 1959-3 de marzo de 2025)fue una deportista australiana que compitió en duatlón. Ganó una medalla de oro en el Campeonato Mundial de Duatlón de 1992.

## Palmarés internacional
| Campeonato Mundial | Campeonato Mundial   | Campeonato Mundial | Campeonato Mundial |
| Año                | Lugar                | Medalla            | Prueba             |
| ------------------ | -------------------- | ------------------ | ------------------ |
| 1992               | Fráncfort (Alemania) | Medalla de oro     | Individual         |